# Kondovo
Kondovo (en macédonien Кондово, en albanais  Kondova) est un village situé à Saraï, une des dix municipalités spéciales qui constituent la ville de Skopje, capitale de la Macédoine du Nord. Le village comptait 3384 habitants en 2002. Il se trouve sur la rive nord du Vardar, à l'extrémité occidentale de l'agglomération de Skopje. Il est majoritairement albanais.

## Démographie
Lors du recensement de 2002, le village comptait :
- Albanais : 3 222
- Turcs : 23
- Macédoniens : 15
- Bosniaques : 81
- Serbes : 1
- Autres : 42